# Palettier
Pour les articles homonymes, voir Rack.

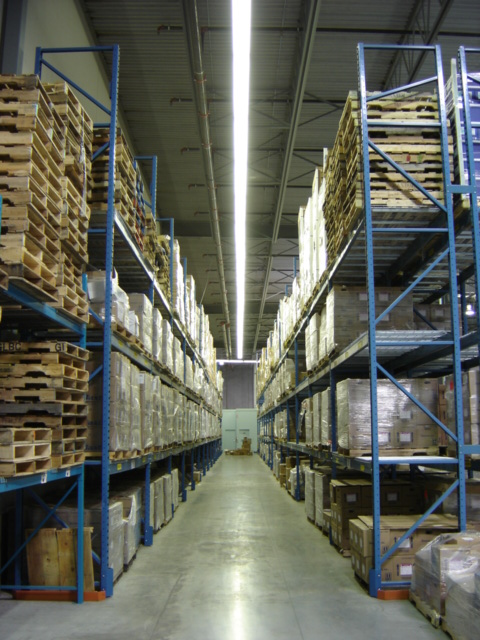
Allée avec des palettes stockées dans des racks

Un palettier (ou rack) est une étagère, le plus souvent métallique, qui permet de stocker des palettes avec un chargement à l'engin de manutention (et non manuellement). Constituée d'alvéoles qui peuvent contenir une ou plusieurs palettes, celles-ci reposent sur, au minimum (car il existe des racks à 3 montants donc 3 lisses par niveau), deux lisses (partie horizontale du palettier).
Alvéoles 2-3 places : alvéole pouvant contenir soit de 1 à plusieurs palettes industrielles par exemple 2 palettes (100x100 cm) ou 3 Europalettes (80x120 cm), les dimensions standard sont :
.1850 mm (2 palettes Europe)
.2700 mm (3 palettes Europe)
.3600 mm (4 palettes Europe)
Il est composé de barres verticales (échelles) de type soudées ou vissées, sur lesquelles sont fixées des barres horizontales appelées lisses. Généralement le pied des échelles est protégé par un "sabot" les protégeant contre un choc par un engin de manutention.
Les palettiers (ou racks à palettes), représentent une catégorie de racks destinés spécifiquement au stockage de charges palettisées. Les racks de stockage (ou rayonnages lourds) peuvent également stocker des produits sans palettes, comme par exemple des pneus.
L'ensemble des palettiers, racks et rayonnages doivent être controlés et maintenus selon la norme NF EN 15635 en France qui les désigne comme des "rayonnages statiques en acier"